# Музычук, Мария Олеговна
Мария Олеговна Музычук (укр. Музичук Марія Олегівна; род. 21 сентября 1992, Стрый, Львовская область) — украинская шахматистка, гроссмейстер (2015), гроссмейстер среди женщин (2007). 15-я чемпионка мира (2-я в истории Украины после Анны Ушениной). Двукратная чемпионка Украины (2012, 2013). В составе женской сборной Украины — победительница командного чемпионата мира и командного чемпионата Европы 2013 года. Младшая сестра другой известной шахматистки Анны Музычук.

## Биография
Родители — шахматные тренеры, заслуженные тренеры Украины.
В 2015 году стала чемпионкой мира, завоевав титул в турнире, проходившем по нокаут-системе. В матче 1/32 финала Музычук обыграла представительницу Канады Юаньлинь Юань со счётом 2½:1½. В матче 1/16 финала Мария обыграла польскую шахматистку Монику Соцко со счётом 3:1. В матче 1/8 финала Музычук обыграла экс-чемпионку мира болгарку Антоанету Стефанову — 1½:½. В матче 1/4 финала обыграла вице-чемпионку мира 2011 г. Хампи Конеру из Индии со счётом 2½:1½. В полуфинале Музычук обыграла другую индийскую шахматистку, Харику Дронавалли, со счётом 3½:2½. В финале победила представительницу России Наталью Погонину со счётом 2½:1½. В ходе чемпионата Музычук тренировал международный гроссмейстер Александр Белявский. За победу на чемпионате мира 8 апреля 2015 года шахматистка была награждена орденом «За заслуги» III степени.

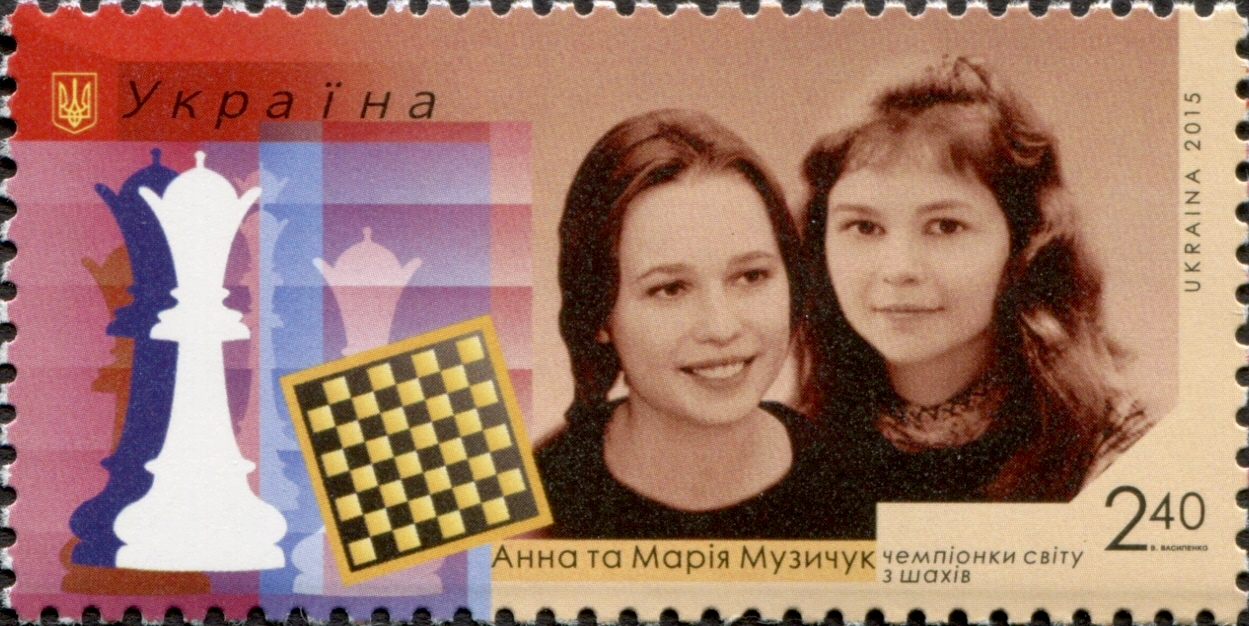
Почтовая марка Украины с изображением сестёр Марии и Анны Музычук (2015)

Обладатель почётной премии ФИДЕ Caissa award 2015, как лучшая шахматистка года.
В 2016 году Мария Музычук не смогла защитить свой титул чемпионки мира в матче против китаянки Хоу Ифань.
В ноябре 2021 года в Риге она заняла 4-е место на турнире «Большая женская швейцарка ФИДЕ».
В апреле 2022 года Анна и Мария Музычук отказались подписывать открытое письмо федерации шахмат Львовской области президенту федерации шахмат Украины с просьбой потребовать у ФИДЕ отстранения всех российских и белорусских игроков от международных турниров под эгидой организации. После этого Львовская шахматная федерация начала процедуру исключения сестёр.

## Спортивные результаты

### Турниры
| Год  | Город     | Турнир            | +  | − | =  | Результат | Место |
| ---- | --------- | ----------------- | -- | - | -- | --------- | ----- |
| 2013 | Киев      | Чемпионат Украины | 6  | 0 | 3  | 7½ из 9   | Gold  |
| 2015 | Сочи      | Чемпионат мира    | 10 | 3 | 11 | 15½ из 24 | Gold  |
| 2025 | Сент-Луис | Cairns cup 2025   |    |   |    | из 9      |       |

### Шахматные олимпиады
В составе национальной женской сборной Украины участница трёх шахматных Олимпиад (2010, 2012, 2014).
| Год  | Город          | Турнир         | + | − | = | Результат | Место (команда) | Место (личный зачёт) |
| ---- | -------------- | -------------- | - | - | - | --------- | --------------- | -------------------- |
| 2010 | Ханты-Мансийск | 24-я Олимпиада | 5 | 1 | 3 | 6½ из 9   | 9               | Gold                 |
| 2012 | Стамбул        | 25-я Олимпиада | 3 | 0 | 6 | 6 из 9    | Bronze          | Silver               |
| 2014 | Тромсё         | 26-я Олимпиада | 3 | 1 | 6 | 6 из 10   | Bronze          | 8                    |

### Командные чемпионаты мира

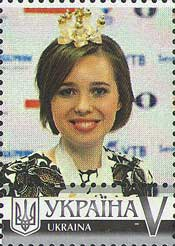
Почтовая марка Украины 2015 года

В составе национальной женской сборной Украины участница четырёх командных чемпионатов мира (2009, 2011, 2013, 2015).
| Год  | Город  | Турнир             | +   | −   | =   | Результат | Место (команда) | Место (личный зачёт) |
| ---- | ------ | ------------------ | --- | --- | --- | --------- | --------------- | -------------------- |
| 2009 | Нинбо  | 2-й чемпионат мира | TBD | TBD | TBD | TBD       | Bronze          | TBD                  |
| 2011 | Мардин | 3-й чемпионат мира | TBD | TBD | TBD | TBD       | TBD             | TBD                  |
| 2013 | Астана | 4-й чемпионат мира | TBD | TBD | TBD | TBD       | Gold            | TBD                  |
| 2015 | Чэнду  | 5-й чемпионат мира | 3   | 0   | 5   | 5½ из 8   | 5               | Bronze               |

### Командные чемпионаты Европы
В составе национальной женской сборной Украины участница трёх командных чемпионатов Европы (2011, 2013, 2015).
| Год  | Город        | Турнир                | + | − | = | Результат | Место (команда) | Место (личный зачёт) |
| ---- | ------------ | --------------------- | - | - | - | --------- | --------------- | -------------------- |
| 2011 | Порто Каррас | 9-й чемпионат Европы  | 4 | 1 | 3 | 5½ из 8   | 4               | 5                    |
| 2013 | Варшава      | 10-й чемпионат Европы | 6 | 1 | 1 | 6½ из 8   | Gold            | Gold                 |
| 2015 | Рейкьявик    | 11-й чемпионат Европы | 6 | 2 | 0 | 7 из 8    | Silver          | Gold                 |